# Music (Madonna-Album)
Music ist das achte Studioalbum von Madonna. Es erschien im September 2000.

## Hintergrund
Music ist das Nachfolgealbum des mehrfach Grammy-prämierten Albums Ray of Light, das sich 26 Millionen Mal verkaufte. Dieses Album orientiert sich stärker am US-amerikanischen Airplay, dominiert von (computerverzerrten) Gitarren und einer durch Vocoder verfremdeten Stimme. Das Album unterscheidet sich stark von Madonnas vorherigen Alben und wurde hauptsächlich von dem progressiven Underground-Musiker Mirwais produziert, dessen Clubhits Disco Science (2000) und Naive Song Madonna stark beeindruckt hatten. So finden sich Sounds und Fragmente seiner Alben Mirwais (1999) und Production (2000) auf Music wieder.
Die Singles liefen erfolgreich in den Charts – vor allem die Vorabsingle American Pie, die allerdings gegen Madonnas Willen auf der europäischen und asiatischen Ausgabe des Albums platziert wurde. In den USA wurde der Nummer-1-Hit dagegen nicht veröffentlicht.
Einen noch größeren Erfolg konnte die Titelsingle Music verzeichnen, deren Video einen langanhaltenden Mode-Trend (Cowboyhut und Hüfthosen) auslöste. Auch die folgenden Singles platzierten sich erfolgreich in den Charts: Don’t Tell Me, deren Video erneut das Cowboythema aufgriff und What It Feels Like For a Girl, für das ein verstörend kontroverses Video von ihrem damaligen Ehemann, dem Regisseur Guy Ritchie, gedreht wurde. Der Song selbst trat nur als Tranceremix vom erfolgreichen britischen DJ Trio Above & Beyond in Erscheinung. Der Song Paradise (Not for Me) war ursprünglich auf Mirwais Album enthalten, doch Madonna übernahm ihn letztlich in einer leicht geänderten Fassung für dieses Album und drehte auch ein Video dazu, das auf der Drowned World Tour aufgeführt wurde.
Ein weiterer Streit zwischen Madonna und der Plattenfirma Warner Bros. verhinderte eine letzte Singleauskopplung: Warner Bros. bestand auf Amazing (woraus die wenigen Promosingles resultieren) – im Gegenzug weigerte sich Madonna, den Song auf der damaligen Drowned World Tour zu spielen, um ein Live-Video zu verhindern. Sie bestand auf Impressive Instant als letzte Single. Der Plattenfirma schien der Technosong als zu riskant – er erschien letztlich nur als Promosingle und erreichte so Platz eins der US-amerikanischen Billboard Hot Dance Music/Club Play Charts.
Music war auch in anderer Hinsicht eine Premiere: Erstmals war ein komplettes Album fast drei Monate vor der eigentlichen Veröffentlichung im Internet in Tauschbörsen wie Napster erhältlich. Sogar die offizielle Homepage von Madonna wurde gehackt. Mehrere Stunden lang konnte man dort das komplette Album (und Bootleg-Remixe) herunterladen – was den Erfolg des Albums allerdings nicht gefährdete: Es wurde von Kritik und Fans gut aufgenommen und verkaufte sich mit 15 Millionen Exemplaren ähnlich gut wie der Vorgänger Ray of Light. Beworben wurde das Album mit zwei Konzerten, auf denen die neuen Songs vorgestellt wurden: das erste in New York City (Roseland Ballroom) und das zweite in London (Brixton Academy). Die Konzerte wurden live im Internet übertragen.
2006 wurde das Album als eines der Capital Gold’s All-Time Top 500 der britischen Charts ausgezeichnet.
Als einziges Madonna-Album ist Music in der Liste der „500 besten Alben aller Zeiten“ des deutschsprachigen Rolling Stone aus dem Jahr 2004 vertreten (auf Platz 310).

## Titelliste
| #   | Titel                         | Songwriting                           | Produktion                             | Länge |
| --- | ----------------------------- | ------------------------------------- | -------------------------------------- | ----- |
| 1.  | Music                         | Madonna, Mirwais Ahmadzaï             | Madonna, Mirwais                       | 3:44  |
| 2.  | Impressive Instant            | Madonna, Mirwais                      | Madonna, Mirwais                       | 3:37  |
| 3.  | Runaway Lover                 | Madonna, William Orbit                | Madonna, Orbit                         | 4:46  |
| 4.  | I Deserve It                  | Madonna, Mirwais                      | Madonna, Mirwais                       | 4:23  |
| 5.  | Amazing                       | Madonna, Orbit                        | Madonna, Orbit                         | 3:43  |
| 6.  | Nobody’s Perfect              | Madonna, Mirwais                      | Madonna, Mirwais                       | 4:58  |
| 7.  | Don’t Tell Me                 | Madonna, Mirwais, Joe Henry           | Madonna, Mirwais                       | 4:40  |
| 8.  | What It Feels Like For A Girl | Madonna, Guy Sigsworth                | Madonna, Sigsworth, Mark „Spike“ Stent | 4:43  |
| 9.  | Paradise (Not For Me)         | Madonna, Mirwais                      | Madonna, Mirwais                       | 6:33  |
| 10. | Gone                          | Madonna, Damian Le Gassick, Nik Young | Madonna, Orbit, Stent                  | 3:24  |

Bonus-Track
| #   | Titel        | Songwriting | Produktion     | Länge |
| --- | ------------ | ----------- | -------------- | ----- |
| 11. | American Pie | Don McLean  | Madonna, Orbit | 4:33  |

## Kommerzieller Erfolg

### Chartplatzierungen

#### Album
| ChartsChartplatzierungen       | Höchstplatzierung | Wochen |
| ------------------------------ | ----------------- | ------ |
| Deutschland (GfK)              | 1 (50 Wo.)        | 50     |
| Österreich (Ö3)                | 1 (37 Wo.)        | 37     |
| Schweiz (IFPI)                 | 1 (42 Wo.)        | 42     |
| Vereinigte Staaten (Billboard) | 1 (55 Wo.)        | 55     |
| Vereinigtes Königreich (OCC)   | 1 (73 Wo.)        | 73     |

| ChartsJahrescharts (2000)    | Platzierung |
| ---------------------------- | ----------- |
| Deutschland (GfK)            | 13          |
| Österreich (Ö3)              | 16          |
| Schweiz (IFPI)               | 8           |
| Vereinigtes Königreich (OCC) | 10          |

| ChartsJahrescharts (2001)    | Platzierung |
| ---------------------------- | ----------- |
| Deutschland (GfK)            | 20          |
| Österreich (Ö3)              | 32          |
| Schweiz (IFPI)               | 20          |
| Vereinigtes Königreich (OCC) | 41          |

#### Singles
| Jahr | Titel                         | Höchstplatzierung, Gesamtwochen, AuszeichnungChartplatzierungen (Jahr, Titel, , Platzierungen, Wochen, Auszeichnungen, Anmerkungen) | Höchstplatzierung, Gesamtwochen, AuszeichnungChartplatzierungen (Jahr, Titel, , Platzierungen, Wochen, Auszeichnungen, Anmerkungen) | Höchstplatzierung, Gesamtwochen, AuszeichnungChartplatzierungen (Jahr, Titel, , Platzierungen, Wochen, Auszeichnungen, Anmerkungen) | Höchstplatzierung, Gesamtwochen, AuszeichnungChartplatzierungen (Jahr, Titel, , Platzierungen, Wochen, Auszeichnungen, Anmerkungen) | Höchstplatzierung, Gesamtwochen, AuszeichnungChartplatzierungen (Jahr, Titel, , Platzierungen, Wochen, Auszeichnungen, Anmerkungen) | Anmerkungen                                                                               |
| Jahr | Titel                         | DE | AT | CH | UK | US | Anmerkungen                                                                               |
| ---- | ----------------------------- | --- | --- | --- | --- | --- | ----------------------------------------------------------------------------------------- |
| 2000 | Music                         | DE2 (16 Wo.)DE | AT5 (12 Wo.)AT | CH1 (22 Wo.)CH | UK1 (24 Wo.)UK | US1 (24 Wo.)US | Erstveröffentlichung: 21. August 2000 Verkäufe: + 2.813.000; Video: Jonas Åkerlund        |
| 2000 | Don’t Tell Me                 | DE22 (13 Wo.)DE | AT12 (15 Wo.)AT | CH10 (27 Wo.)CH | UK4 (11 Wo.)UK | US4 (21 Wo.)US | Erstveröffentlichung: 21. November 2000 Verkäufe: + 895.000; Video: Jean-Baptiste Mondino |
| 2001 | What It Feels Like for a Girl | DE16 (9 Wo.)DE | AT26 (10 Wo.)AT | CH11 (20 Wo.)CH | UK7 (12 Wo.)UK | US23 (10 Wo.)US | Erstveröffentlichung: 17. April 2001 Verkäufe: + 35.000; Video: Guy Ritchie               |

- Die Promosingle Impressive Instant konnte sich auf Platz eins der US-amerikanischen Billboard Hot Dance Music/Club Play Charts platzieren.

### Auszeichnungen für Musikverkäufe
| Land/Region                  | Auszeichnungen für Musikverkäufe (Land/Region, Auszeichnung, Verkäufe) | Verkäufe    |
| ---------------------------- | ---------------------------------------------------------------------- | ----------- |
| Argentinien (CAPIF)          | 2× Platin                                                              | 120.000     |
| Australien (ARIA)            | 3× Platin                                                              | 210.000     |
| Belgien (BRMA)               | 3× Platin                                                              | (150.000)   |
| Brasilien (PMB)              | Gold                                                                   | 100.000     |
| Chile (IFPI)                 | Gold                                                                   | 15.000      |
| Dänemark (IFPI)              | 2× Platin                                                              | (80.000)    |
| Deutschland (BVMI)           | 2× Platin                                                              | (600.000)   |
| Europa (IFPI)                | 5× Platin                                                              | 5.000.000   |
| Finnland (IFPI)              | Gold                                                                   | (32.515)    |
| Frankreich (SNEP)            | 2× Platin                                                              | (600.000)   |
| Japan (RIAJ)                 | Platin                                                                 | 200.000     |
| Kanada (MC)                  | 3× Platin                                                              | 300.000     |
| Kroatien (HDU)               | Silber                                                                 | 3.000       |
| Mexiko (AMPROFON)            | Gold                                                                   | 75.000      |
| Neuseeland (RMNZ)            | 2× Platin                                                              | 30.000      |
| Niederlande (NVPI)           | 2× Platin                                                              | (160.000)   |
| Österreich (IFPI)            | Platin                                                                 | (50.000)    |
| Polen (ZPAV)                 | Platin                                                                 | (100.000)   |
| Schweden (IFPI)              | Platin                                                                 | (80.000)    |
| Schweiz (IFPI)               | 2× Platin                                                              | (100.000)   |
| Spanien (Promusicae)         | 2× Platin                                                              | (200.000)   |
| Ungarn (MAHASZ)              | Gold                                                                   | (25.000)    |
| Vereinigte Staaten (RIAA)    | 3× Platin                                                              | 3.000.000   |
| Vereinigtes Königreich (BPI) | 5× Platin                                                              | (1.640.000) |
| Insgesamt                    | 1× Silber · 5× Gold · 42× Platin ·                                     | 9.053.000   |

Hauptartikel: Madonna (Künstlerin)/Auszeichnungen für Musikverkäufe